# Vallcarca (Sitges)

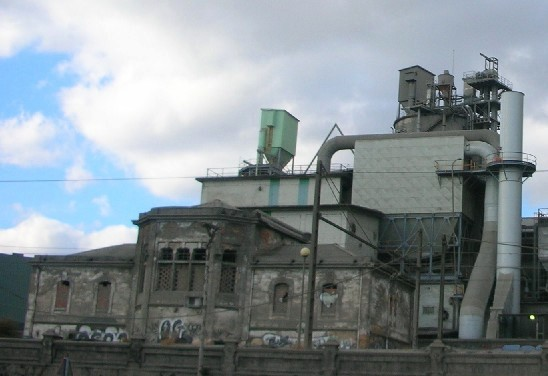
Vallcarca. Estat actual de l'estació de tren abandonada.

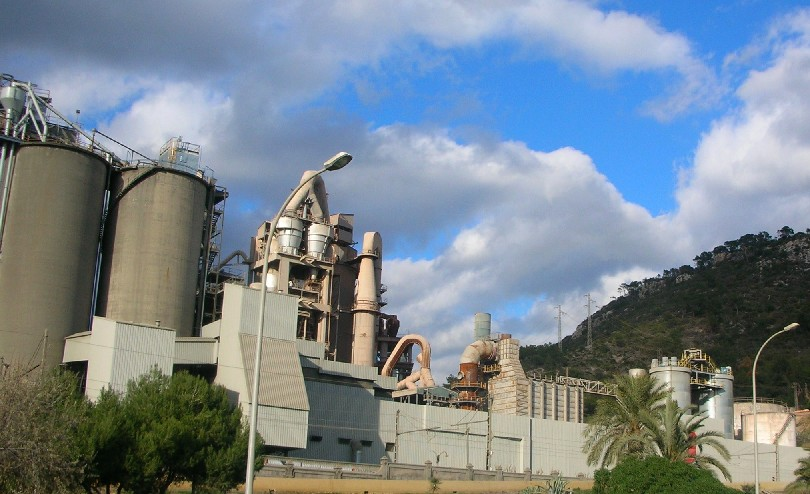
Vista parcial de la fàbrica de ciment de Vallcarca.

Vallcarca és un nucli de població, ara abandonat, del municipi de Sitges, que se situa a la zona litoral del Massís del Garraf.
Tot i que hi ha una fàbrica de ciment encara activa i dues vastes pedreres, aquesta zona degradada es troba envoltada pel Parc Natural del Garraf.

## Història
Vallcarca fou antigament un petit nucli de treballadors de la fàbrica de ciment Fradera (1903) i de les pedreres veïnes.
El port de Vallcarca fou construït l'any 1913 per donar sortida als materials de la fàbrica de ciment. EIs vaixells mercants que ancoraven al port portaven ciment a les Illes Balears i també en molts llocs de la costa de la Península. En alguns viatges de tornada portaven carbó de les mines propietat dels mateixos Fradera a La Pola Llaviana. Amb el ciment de Vallcarca es varen construir els embassaments de Susqueda i de Sau, així com molts edificis de la Universitat de Barcelona.
L'any 1937, durant la guerra civil espanyola, els avions de les forces expedicionàries feixistes que donaven suport a la insurrecció del general Franco varen bombardejar Vallcarca. Fou un dels objectius militars importants de la zona, a causa de la fàbrica de ciment i la connexió marítima amb Mallorca mitjançant el port.
A Vallcarca vivien els treballadors de les instal·lacions industrials i portuàries i de l'estació de Renfe, que aleshores era l'únic mitjà de comunicació dels treballadors de Vallcarca i llurs famílies. El problema era la pols que infestava la zona, que ho cobria tot amb una capa blanquinosa. La fàbrica va importar una màquina d'Alemanya per eliminar la pols de l'aire, però aquesta màquina es va espatllar aviat.
A la segona meitat del segle xx molts joves de la colònia de treballadors de Vallcarca van negar-se a treballar en les condicions de semiesclavatge i contaminació que havien acceptat les generacions precedents. Abandonant el domicili patern, propietat de la fàbrica, els joves s'havien d'amagar per anar a treballar a Sitges.
Actualment l'empresa Uniland és la concessionària del port de Vallcarca. L'estació del tren es va tancar definitivament l'any 1994 i les antigues residències dels treballadors estan abandonades.
El port de Vallcarca va ser especialment actiu durant l'ampliació del port de Barcelona. 12 milions de tones de pedres del massís del Garraf s'han fet servir per als projectes d'ampliació.
El port de Vallcarca és actualment d'ús exclusivament industrial.
L'última veïna a la colònia de Vallcarca va ser Dolores Aljaro Casas. Ella ha estat l'última persona que va viure a les cases dels treballadors a la colònia industrial de Vallcarca.

## Edificis
- Edifici dilapidat i semi-ruïnós d'una estació de ferrocarril, des de fa anys en desús.
- Instal·lacions de la fàbrica de ciment.
- Gran cisterna subterrània d'aigua.
- Ermita de la Trinitat

## Accessos
- Carretera C-31 (per les Costes del Garraf).
- Antigament amb Renfe-Estació de Vallcarca.